# 米哈尔·冯德尔卡
米哈尔·冯德尔卡（捷克語：Michal Vondrka，1982年5月17日—），生于捷克布杰约维采，捷克男子冰球运动员。他曾代表捷克国家队参加2018年冬季奥林匹克运动会冰球比赛，获得第四名。